# Hollywood Vampires
Hollywood Vampires är L.A. Guns tredje album som släpptes 1991. Singlar på albumet blev "Kiss My Love Goodbye", "Some Lie 4 Love" och "Over The Edge". Den sistnämnde användes även i filmen "Point Break".
Under den efterföljande turnén sparkades Steve Riley från bandet i början av 1992 och ersattes av Michael “Mr. Bones” Gershima.

## Låtlista
1. "Over The Edge"
2. "Some Lie 4 Love"
3. "Kiss My Love Goodbye"
4. "Here It Comes"
5. "Crystal Eyes"
6. "Wild Obsession"
7. "Dirty Luv"
8. "My Koo Ka Choo"
9. "It's Over Now"
10. "Snake Eyes Boogie"
11. "I Found You"
12. "Big House"
13. "Ain't The Same (Bonus)"

## Medverkande
- Phil Lewis - sång
- Tracii Guns - gitarr
- Mick Cripps - gitarr
- Kelly Nickels - bas
- Steve Riley - trummor